# Katreeya English
Katreeya "Kat" English (Tahí: แคทรียา อิงลิช, 4 de septiembre de 1976 en Oxford, Inglaterra) es una cantante, actriz y modelo británico-tailandesa. De origen eurasiático o kreung Luk, es hija de padre británico y madre tailandesa, también habla dos idiomas fluidamente como el tailandés y el inglés.

## Discografía

### Álbumes de estudio
- 2007 – Sassy K
- 2006 – Best Hits of Kat
- 2005 – Lucky Girl
- 2003 – Siamese Kat
- 2001 – Kat Around the Clock

### Otros Álbumes
- 2007 – Show Girls (group)
- 2007 - Lei Rai Ubai Ruk (soundtrack)
- 2007 - Perd Floor (collaboration)
- 2005 – Tiwa Hula Hula (group)
- 2005 – Ruk Bussaba (soundtrack)
- 2003 – Choot Rub Kak (collaboration)
- 2003 – Fan Jaa Sanit Gun Laow Jaa (collaboration)
- 2002 – 2002 Ratree (group)
- 2001 – Cheer (group)
- 2001 – Mos Kat (duet)
- 2000 - Sao Noi (soundtrack)

## Filmografía

### Series de Televisión
- Kunyingjomkaen
- Sakawduen
- Katreeyateeruk
- Wimarnmeakkara
- Salakjid
- Namsaijaijing
- Nangbaab
- Kemarin intira
- Ruam Ngan Ruk
- Pungneechunjarukkun
- Kawpluek
- Konsongkom
- Saonoynaitakeangkeaw
- Budsabakrabphom
- Lei Rai Ubai Ruk